# 小行星6159
小行星6159（英語：6159）是一颗围绕太阳公转的小行星。1991年12月30日，上田清二、金田宏在钏路市发现了此天体。
这颗小行星的绝对星等为56.17874712986243等。